# گلیاما ژلیازنا
گلیاما ژلیازنا (به لاتین: Golyama Zhelyazna) یک منطقهٔ مسکونی در بلغارستان است که در شهرستان ترویان واقع شده‌است.